# Número quântico principal
O número quântico principal, no domínio das configurações eletrônicas, caracteriza um orbital atômico, isto é, a zona envolta do núcleo de um átomo, onde há maior probabilidade de se encontrarem elétrons.
Definido por n, o número quântico principal define a energia do nível em que se encontra o elétron, a partir da relação de Bohr. Quanto maior esse número, maior a energia do orbital correspondente. É também o número do n o período da tabela periódica a que pertence o átomo em questão.
O número quântico principal indica o nível de energia do elétron e respectivamente o seu afastamento em relação ao núcleo. Até agora são conhecidos apenas sete níveis de energia para os elementos.
| Nível energético (n) | Camada |
| -------------------- | ------ |
| 1                    | K      |
| 2                    | L      |
| 3                    | M      |
| 4                    | N      |
| 5                    | O      |
| 6                    | P      |
| 7                    | Q      |